# Nikołaj Wardimiadi
Nikołaj Dmitrijewicz Wardimiadi, ros. Николай Дмитриевич Вардимиади, gr. Νίκος Βαρδιμιάδης (ur. 6 września 1920 w Drandzie, zm. 1 lipca 2004 w Doniecku) – radziecki piłkarz pochodzenia greckiego, grający na pozycji obrońcy. Jego bracia Jurij Wardimiadi i Iwan Wardimiadi również byli piłkarzami.

## Kariera piłkarska

### Kariera klubowa
W 1942 ukończył Kubański Instytut Medyczny, broniąc również barwy jego przedstawiciela klubu Medyk Krasnodar. W 1948 roku rozpoczął karierę piłkarską w pierwszej drużynie Dinama Suchumi. W następnym roku przeszedł do Szachtara Stalino, w którym występował do zakończenia kariery piłkarskiej w 1951.

## Kariera zawodowa
Po zakończeniu kariery piłkarskiej pracował w Donieckim Instytucie Medycznym, a w 1952 roku stał na czele Wydziału Wychowania Fizycznego z kursem fizjoterapii i monitorowania medycznego.

## Sukcesy i odznaczenia

### Sukcesy klubowe
- brązowy medalista mistrzostw ZSRR: 1951